# Olla aranesa
L'olla aranesa (ola aranesa, dita a tort òlha aranesa, en occità) és una ollada d'escudella amb carn d'olla típica de la Vall d'Aran. Es fa amb mongetes seques, patates, fideus, verdures, carn de porc, de vedella, de pollastre i de gallina, pilota i botifarra negra. Es tracta d'un plat de muntanya que destaca pel seu alt valor calòric provinent de la carn i derivats. L'elaboració és molt semblant a la de l'olla barrejada.
Cada any se celebra al Pla de Beret Era Òlhada, una fira gastronòmica en la qual diversos restaurants ofereixen degustacions d'olla aranesa.